# HMS Defender (D36)
Pour les autres navires du même nom, voir HMS Defender.
Pour les articles homonymes, voir D36.
Le HMS Defender (D36) est un destroyer de défense aérienne britannique de type 45. Lancé le 21 octobre 2009, il est le cinquième navire de cette classe et le huitième navire à porter ce nom dans la marine britannique.

## Histoire
Pendant la guerre contre l'État islamique, le HMS Defender rejoint le groupe aéronaval du Charles de Gaulle. En février 2016, il retrouve la frégate française Provence au large du Sri Lanka, pour une série d'entraînements au cours desquels les équipages ont eu l'occasion de visiter l'autre bâtiment. Les deux navires rejoignent ensuite ensemble le port indien de Visakhapatnam pour participer les 7 et 8 février à l'International Fleet Review, événement multinational organisé par la marine indienne.
Le 23 juin 2021, la Russie annonce avoir effectué un tir de semonces contre le HMS Defender, depuis plusieurs navires et un avion Soukhoï Su-24. Le destroyer britannique naviguait à plusieurs kilomètres au large des côtes de Crimée, intégrée à la Russie depuis le "référendum d'autodétermination" de 2014. Cette annonce a été démentie par le ministère de la Défense britannique, affirmant que le navire effectuait un passage inoffensif dans les eaux territoriales ukrainiennes. Un correspondant de la BBC qui se trouvait à bord lors de l'incident a toutefois signalé que l'équipage du navire avait reçu plusieurs avertissements par radio, et que plusieurs tirs ont été entendus,. Le 30 juin 2021 Vladimir Poutine déclare : « même si nous avions coulé ce navire, il serait encore difficile d'imaginer que le monde serait au bord d'une Troisième Guerre mondiale. La BBC révèle ensuite que des documents secrets du ministère de la Défense du Royaume-Uni ont été récupérés près d'un abribus, documents reconnus authentiques par ce dernier. Ces documents révèlent que la présence du HMS Defender dans les eaux territoriales considérées par la Russie comme étant les siennes a été planifiée par le Royaume-Uni et qu'elle est donc volontaire.